# Kroatischer Badminton-Verband
Der Kroatische Badminton-Verband wurde am 18. April 1991 in Zagreb gegründet. Er umfasst 5 Regionalverbände in Zentral- (Gespanschaft Zagreb), Ost-
(Gespanschaft Požega-Slawonien, Gespanschaft Osijek-Baranja), Süd- (in Gespanschaft Dubrovnik-Neretva), Nord- (Gespanschaft Međimurje,
Gespanschaft Koprivnica-Križevci) und West-Kroatien (Gespanschaft Karlovac, Gespanschaft Primorje-Gorski kotar) mit insgesamt 21 Badminton-Vereinen und 281 registrierten Badmintonspielern.

## Gründung
Der Kroatische Badminton-Verband wurde, kurz vor der Unabhängigkeit Kroatiens am 25. Juni 1991 aus dem ehemaligen Vielvölkerstaat Jugoslawien, am 18. April 1991 in der kroatischen Hauptstadt Zagreb gegründet. Seit dem 10. September 1991 ist der Badmintonverband Kroatiens Teil des Kroatischen Olympischen Komitees HOO, seit dem 10. Mai 1992 beim Badmintonverband Europas und Badminton-Weltverband. Am 9. September 1995 erfolgte die Mitgliedschaft beim Dachverband der Mediterranen Badmintonverbände COMEBA. Präsident des Kroatischen Badminton-Verbandes ist Herr Velimir Čerkez.

## Regionalverbände

### Regionalverband Zentralkroatien
- Badmintonski klub Fortuna Vrbovec
- Badmintonski klub Max Zagreb
- Badmintonski klub Medvedgrad 1998 Zagreb
- Badmintonski klub Moslavina Kutina
- Badmintonski klub Nika Zagreb
- Badmintonski klub Purger Zagreb
- Badmintonski klub Ružmarinka Zagreb
- Badmintonski klub Silent Zagreb
- Badmintonski klub Stella Zagreb
- Badmintonski klub Tempo Zagreb
- Badmintonski klub Zagreb Maksimir
- Hrvatski badmintonski klub Max
- Zagrebački badmintonski savez

### Regionalverband Ostkroatien
- BK Požega
- BK Osijek

### Regionalverband Südkroatien
- Badmintonski klub Mangan Dubrovnik

### Regionalverband Nordkroatien
- Badmintonski klub Koprivnica
- Badmintonski klub Međimurje Čakovec

### Regionalverband Westkroatien
- Badmintonski klub Ogulin
- Badmintonski klub Sušak
- Badmintonski klub Titan

## Bedeutende Veranstaltungen, Turniere und Ligen
- Croatian International
- Croatian Juniors
- Kroatische Meisterschaft
- Juniorenmeisterschaft
- Mannschaftsmeisterschaft